# Lonchocarpus chiricanus
Lonchocarpus chiricanus é uma espécie vegetal da família Fabaceae.
Apenas pode ser encontrada no Panamá.